# Aeroflot-Flug 6833

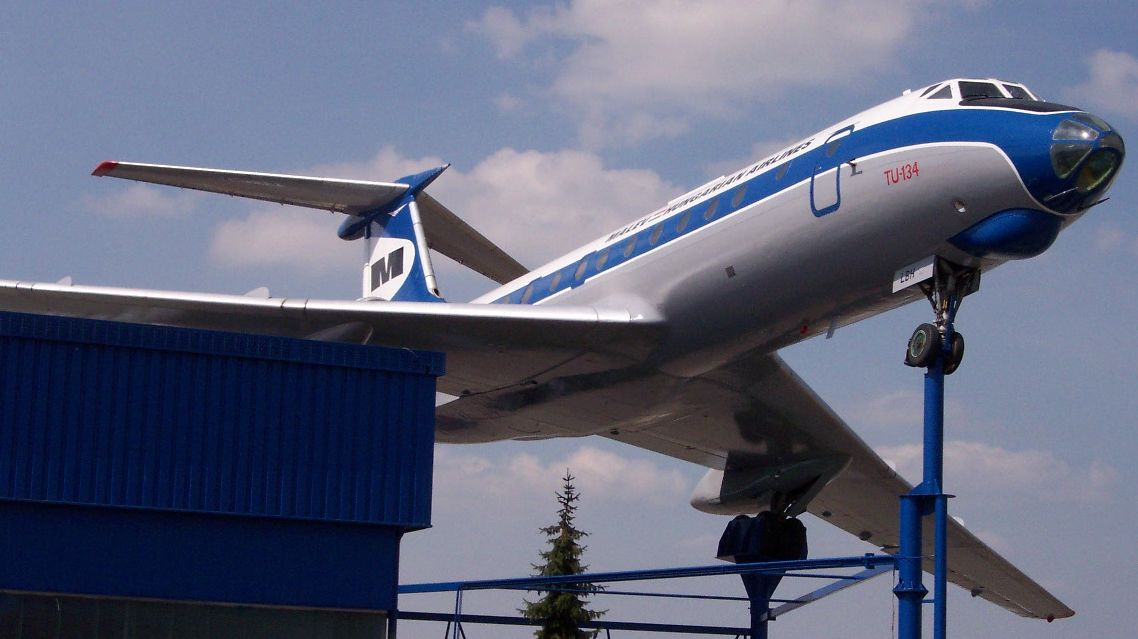
Tupolew Tu-134: Eine Maschine dieses Typs wurde 1983 in Tiflis entführt.

Die Tifliser Flugzeugentführung war ein Akt der Luftpiraterie am 18. November 1983. Sieben junge Georgier versuchten vergeblich, eine Linienmaschine der Aeroflot auf dem Aeroflot-Flug 6833 von Tiflis nach Batumi mit Waffengewalt zur Landung in der Türkei zu zwingen. Die Entführer wurden zum Tode verurteilt und hingerichtet.

## Entführung
Die sieben Entführer entstammten der georgischen Intelligenzija, waren Ärzte, Künstler sowie Schauspieler, und wollten aus der Sowjetunion flüchten. Nach dem Start der Tupolew Tu-134A-Maschine mit 57 Passagieren und sieben Mannschaftsmitgliedern an Bord schlugen zwei von ihnen eine Stewardess nieder, drangen in das Cockpit ein, erschossen zwei Piloten und verlangten in der Türkei zu landen. Der Navigationsoffizier erschoss einen Entführer und verletzte einen weiteren, der aus dem Cockpit floh. Es kam zu mehreren Schusswechseln in der Passagierkabine. Die Tupolew landete wieder auf dem Flughafen Tiflis. Die Entführer drohten mit einer Sprengung des Flugzeugs und verlangten den Abflug in die Türkei.
Georgiens KP-Chef Eduard Schewardnadse forderte eine ALFA-Spezialeinheit des KGB aus Moskau an und überwachte den Einsatz am Flughafen persönlich. Vergeblich bemühten sich Eltern der Entführer, den Parteichef von der Erstürmung der Maschine abzuhalten. Sie erklärten sich bereit, selbst an Bord zu gehen und ihre Kinder zur Aufgabe zu bewegen. Schewardnadse lehnte das ab. Die ALFA-Einheit erstürmte das Flugzeug am frühen Morgen des 19. November innerhalb von acht Minuten. Dabei starben zwei weitere Entführer. Es kamen auch zwei Passagiere und eine Stewardess ums Leben. Über die Verantwortung an ihrem Tod wird bis heute gestritten. Umstritten ist auch, wer die 63 Einschusslöcher im Flugzeug verursacht hat. Die überlebenden Entführer wurden verhaftet.

## Prozess
Schewardnadse bezeichnete sie als „Drogenabhängige“ und „Banditen“. Im Gefängnis durften sie weder Besuche empfangen noch Briefe schreiben. Sie wurden im August 1984 in Tiflis vor Gericht gestellt und mit Ausnahme der 19-jährigen Tina Petviashvili zum Tode verurteilt und hingerichtet. Ihr Beichtvater, der orthodoxe Priester Theodor Tschichladse, wurde wenige Monate später ebenfalls verhaftet. Obgleich er von den Plänen zur Entführung nichts wusste, wurde er als „Rädelsführer“ ebenfalls zum Tode verurteilt und erschossen. Die Hinrichtungen fanden am 3. Oktober 1984 statt.
Die Angehörigen der Entführer waren über mehrere Jahre starkem politischen Druck ausgesetzt. Verschiedene verloren auf Anweisung der Kommunistischen Partei ihre Arbeit bei staatlichen Institutionen.

## Kritik
Viele Georgier empfanden die Flugzeugentführung als eine nationale Tragödie. In Tiflis kursierten Appelle, die sich gegen eine Todesstrafe für die Entführer wandten. In ihren Augen waren die Entführer junge, gebildete Leute, die sich nicht mit den Ungerechtigkeiten der sowjetischen Realität abfinden wollten und davon träumten, in einem freien Land zu leben. Nach der Wende von 1991 wurde Schewardnadse in Zeitungsartikeln vorgeworfen, er habe die Todesstrafe verlangt, um seine Position in der Kommunistischen Partei zu festigen und seine Loyalität gegenüber der Zentrale in Moskau zu beweisen.

## Künstlerischer Nachhall
- 2001 wurde im Freien Theater (georgisch tavisupali teatri) in Tiflis das Theaterstück Jeans Generation, verspätetes Requiem des Autors Dawit Turaschwili uraufgeführt[3]. Es stellt die Flugzeugentführung in den Mittelpunkt. Das Staatliche Marjanischwili Theater hatte es zuvor abgelehnt, das Stück unter dem Arbeitstitel „Flugzeug-Jungen“ auf die Bühne zu bringen.
2008 erschien die Geschichte unter dem Titel Jeans Generation bei Bakur Sulakauri Publishing in Tiflis als Roman.
- 2002 stellte der georgische Regisseur Zaza Rusadze den Dokumentarfilm Banditen (Arte/ORB/credofilm) fertig, in dem er auf Spurensuche im heutigen Georgien geht.